# Agüero (Huesca)
Agüero es un municipio de España, en la provincia de Huesca, comunidad autónoma de Aragón, situado a 43 kilómetros de Huesca. La localidad, municipio perteneciente a la comarca de la Hoya de Huesca, se encuentra asentada frente a los mallos, que son el límite entre la montaña pirenaica y el Somontano.

## Geografía
Comprende también la aldea de San Felices.
El emplazamiento de Agüero es sumamente pictórico y montaraz, sobre la cumbre de una elevada loma, a considerable altitud respecto del cercano curso del Gállego, encerrado ya en las montañas pre-pirenáicas y dominando un amplio valle. Al norte, este valle se halla cerrado por la espectacular sierra llamada Mallos de Agüero, con las caprichosas formas en sus masas de conglomerados, de tinte ligeramente rojizo, típico de la era Terciaria; muy similares a los más conocidos Mallos de Riglos, situados en la orilla opuesta del Gállego. Los Mallos de Agüero son una estribación de la larguísima sierra de Santo Domingo.

## Geología
Es una zona con importante presencia de formaciones de tipo mallo: los mallos de Agüero, junto con la discordancia del barranco de la Rabosera han sido declarados «punto de interés geológico» (P. I. G.) en Aragón.

## Historia
La conquista de Agüero debió de ocurrir en 921, durante la conquista de "todas las montañas de Aragón y Sobrarbe" realizadas por Sancho Garcés I de Pamplona según menciona la Crónica de San Juan de la Peña e igualmente la población aparece mencionada a mediados del  en el año 938 en los documentos del Monasterio de Leyre  ya que este recibía las décimas de esta población así como de las de Castelmanco y otras poblaciones cercanas.
Durante el reinado de Sancho Garcés II de Pamplona se hizo en el 992 una donación al monasterio de Santa Cruz de la Serós de una heredad en Agüero, al igual que hicieron reyes sucesivos como Sancho III el Mayor en el 1033, Sancho Galíndez en el 1080 y Sancho Ramírez quien en el 1088 donó al monasterio pinatense las iglesias de San Martín y San Julián, a las cuales se refiere como "sus capillas", mostrando la importancia del emplazamiento en aquel entonces.
En el año 1033 se produjo la expulsión de los moriscos a manos de un tal Gallo Pennero y siendo conquistado por Sancho III el Mayor pasando a ser la población de realengo y dando la tenencia de su castillo a Jimeno Íñiguez, quien sería el primero de los once tenentes del mismo durante los años 1033 y 1165 ya que el último sería Castán de Biel, nombrado por Alfonso I el Batallador quien lo incorporó definitivamente en la Corona aragonesa para pasar después a formar parte del señorío de Luna.
A comienzos del siglo XII la reina viuda de Pedro I de Aragón Berta gobernó desde Agüero el llamado "reino" de los Mallos, recibido como dote por su matrimonio y que incluía Murillo, Marcuello, Riglos y hasta Ayerbe.
Durante el siglo XIII el castillo de Agüero en Peña Sola pasó a ser del obispo de Jaca, si bien en 1276 Jaime I lo dejó en testamento a su hijo Pedro, señor de Ayerbe; en 1372 Pedro IV incorporó a la Corona dicho castillo y el lugar de Agüero con la condición de que nunca fuese enajenado. Sin embargo, en 1374 el infante don Juan concedió a Lope de Gurrea el gobierno de Agüero, comenzando desde este momento el poderoso señorío de los Gurrea que se prolongó hasta 1516. De esta forma fue durante el siglo XIV, más concretamente en su último tercio, momento en que Agüero pasó de ser lugar de realengo a señorío.
Eclesiásticamente, Agüero inició su historia incluida dentro del dominio de la diócesis de Pamplona, ya que desde fines del siglo X el obispo pamplonés poseía en este lugar sus bienes y patrimonio. Hasta el siglo XI ejerció dicho obispo su dominio espiritual sobre la parroquial, si bien la Iglesia de San Salvador en estos momentos el obispo aragonés García de Aragón comenzó a reivindicar estas zonas que antaño pertenecieron al obispado de Huesca. Este hecho provocó las continuas luchas de poder entre los obispados de Huesca-Jaca y Pamplona con las que hubo de terminar el Papado. En 1101 los obispos Esteban de Huesca-Jaca y Pedro de Pamplona resuelven que Agüero y Murillo quedarán en manos de Pamplona, mientras que el monasterio de San Felices quede para el oscense. En la actualidad pertenece al obispado de Jaca.

## Arte
En las empinadas calles de Agüero, algunas casas conservan la castiza fisonomía del Prepirineo, destacando considerablemente por su importancia artística la iglesia parroquial y, en sus alrededores, la iglesia de Santiago, en las que brilla el arte románico. 
La primera, la iglesia parroquial de El Salvador, preside la plaza principal, destacándose en ella la elevada torre, cuadrada, de los siglos XVI-XVII, con varios cuerpos separados por impostas. Es una iglesia con tres naves de origen románico, bastante reformada posteriormente, que conserva de entonces la nave central, bajo bóveda de cañón apuntado, aunque su ábside semicircular se rehízo en época barroca, a cuyo arte pertenece el magnífico retablo con esculturas. Bajo el ábside subsiste la primitiva cripta (siglo XVI). Las naves laterales se rehicieron en época tardogótica, con bóvedas estrelladas y pilares cilíndricos ya renacentistas, reunidos por anchas arcadas decoradas por casetones del último estilo. La pieza más artística es la portada, abierta en el costado norte de la nave románica y precedida por un pórtico posterior por los arcos en medio punto; constituye una bellísima composición con arquivoltas semicirculares profusamente labradas con diversos motivos del arte románico; además tiene unas columnas laterales y un soberbio tímpano con el Pantocrátor en su centro, rodeado por las cuatro figuras de los Evangelistas: el ángel, el león, el toro y el águila.
En la cercana casa rectora, o abacial, D. Luis Galindo Bisquer, que fue párroco de Agüero, creó un originalísimo Museo temático consagrado al Órgano, con numerosísimas piezas de toda clase; es algo realmente insólito y digno de todo encomio.

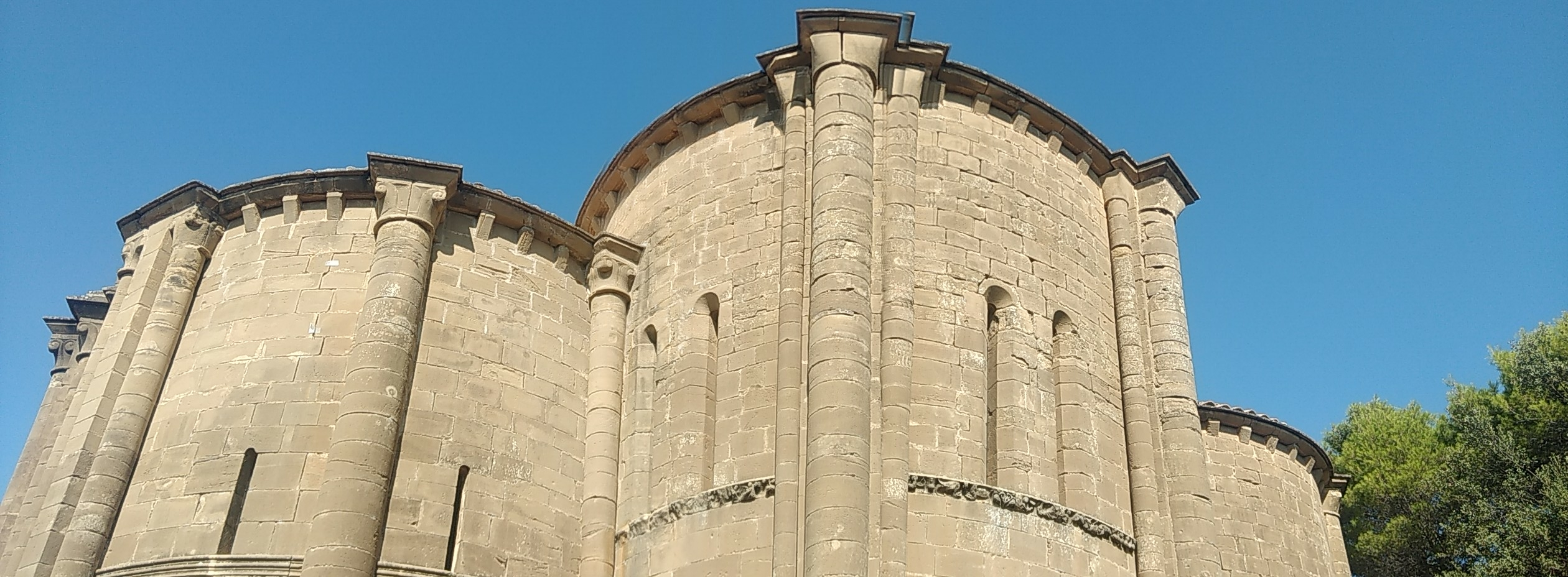
Iglesia de Santiago. Ábsides románicos, siglo XII

A unos 700 metros de la villa, la iglesia de Santiago es una joya del románico, sin reformas posteriores pero inconclusa, pues estaba destinada a ser una iglesia en planta de cruz latina, pero no llegó a construirse la nave, por lo que aparece como un templo cortísimo, compuesto solo por el crucero y los tres ábsides semicirculares, del siglo XII. Gran riqueza decorativa y escultórica ofrecen los frisos y los capiteles; particularmente los de la bella portada, que ostenta un tímpano esculpido con la Adoración de los Magos. El desconocido escultor ha recibido el nombre de Maestro de Agüero, y la advocación revela la cercanía del Camino de Santiago.
En el año 2007 se encontró una fosa común de la Guerra Civil, de 1936.

## Demografía
Agüero cuenta con una población de 140 habitantes (INE 2024).
| Gráfica de evolución demográfica de Agüero entre 1842 y 2021 |
| |
| Población de derecho según los censos de población del INE Población de hecho según los censos de población del INEEntre el censo de 1857 y el anterior, crece el término del municipio porque incorpora a San Felices |

| 1900 | 1910 | 1930 | 1940 | 1950 | 1960 | 1970 | 1981 | 1986 | 1992 | 1999 | 2004 | 2006 | 2019 |
| ---- | ---- | ---- | ---- | ---- | ---- | ---- | ---- | ---- | ---- | ---- | ---- | ---- | ---- |
| 1161 | 1131 | 934  | 836  | 715  | 435  | 308  | 237  | 191  | 167  | 166  | 162  | 166  | 129  |

## Administración
| Período             | Alcalde                              | Partido  |  |
| ------------------- | ------------------------------------ | -------- |  |
| 1979-1979 1979-1983 | Manuel Ara Lacasta Rafael Castán Ara | PSOE UCD |  |
| 1979-1979 1979-1983 | Manuel Ara Lacasta Rafael Castán Ara | PSOE UCD |  |
| 1983-1987           |                                      |          |  |
| 1987-1991           |                                      |          |  |
| 1991-1995           |                                      |          |  |
| 1995-1999           |                                      |          |  |
| 1999-2003           |                                      |          |  |
| 2003-2007           |                                      |          |  |
| 2007-2011           | Antonio Castillo Pérez               | PP       |  |
| 2011-2015           | Antonio Castillo Pérez               | PP       |  |
| 2015-2019           | Mateo Francisco Sancerni Oliván      | PP       |  |
| 2019-2023           | Antonio Castillo Pérez               | PP       |  |
| 2023-2027           | Mª Pilar Viejo Morlans               | PA       |  |

| Partido político    | Partido político                                   | 2003   | 2007   | 2011   | 2015   | 2019   | 2023   |
| Partido político    | Partido político                                   | Ediles | Ediles | Ediles | Ediles | Ediles | Ediles |
|                     | Agrupación de electores Por Agüero (PA)            | —      | —      | —      | —      | —      | 3      |
|                     | Partido Popular de Aragón (PP)                     | 4      | 3      | 4      | 4      | 3      | 2      |
|                     | Partido de los Socialistas de Aragón (PSOE-Aragón) | 1      | —      | —      | 1      | 2      | —      |
|                     | Partido Aragonés (PAR)                             | —      | 2      | 1      | —      | —      | —      |
|                     | Chunta Aragonesista (CHA)                          | —      | —      | —      | —      | —      | —      |
| Total de concejales | Total de concejales                                | 5      | 5      | 5      | 5      | 5      | 5      |

## Patrimonio
- Iglesia de San Salvador (románica-gótica).
- Iglesia de Santiago, declarada Monumento Nacional en 1920.
- Los mallos y sus alrededores, así como la variada naturaleza.
- La cueva Al-Foraz, una enorme cueva con vistas maravillosas.

## Cultura
- Taller de sílex, del Calcolítico
- Pinturas prehistóricas, de tipo esquemático, de la Edad del Bronce
- Museo del órgano, situado en la Casa Abadía, es el único conocido en todo el mundo
- Es uno de los pueblos de la Hoya de Huesca con más vitalidad del aragonés, hablándose en todos los estratos de edad, incluso en parte de la población infantil.

## Deportes
- Sendero Histórico GR 1, que discurre desde Puente de Montañana a Sos del Rey Católico y consta de 315 km
- Excursiones B.T.T. de dificultad media
- Escalada
- Senderismo

## Fiestas
Las fiestas mayores se celebran el 16 de agosto en honor de san Roque, con una duración de seis días en los que actúan grupos folklóricos, teatro, hay actividades para niños o los calderetes conforman el programa festivo.
Las fiestas de invierno se celebran el 3 de febrero con las fiestas de san Blas, también patrón del municipio.
El día de la Invención de la Santa Cruz, que se celebra el 3 de mayo.

## Personas destacadas
- Fray Ángel Palacio
- Pantaleón Palacio y Villacampa

## Economía

### Evolución de la deuda viva municipal
| Gráfica de evolución de Deuda viva del Ayuntamiento de Agüero entre 2008 y 2019                                |
| |
| Deuda viva del Ayuntamiento de Agüero en miles de Euros según datos del Ministerio de Hacienda y Ad. Públicas. |